# Pazzi (film)
Pazzi (Disturbed) è un film horror del 1990 diretto da Charles Winkler.

## Trama
10 anni fa il perverso Dr. Russel non seppe resistere alla bellezza di una giovane paziente nella sua clinica e una notte la violentò. Dopo lo choc fu lei stessa a dare una descrizione di Russel. Successivamente Russel ha una nuova paziente: Sandy. Ma lui non sa che è la figlia della sua vittima precedente e che Sandy è venuta per vendicare la madre.